# Smržovité
Smržovité (Morchellaceae) je čeleď vřeckovýtrusných hub.

## Zástupci
Podle nových genetických dat se do smržovitých mohou řadit tři rody:
- rod smrž (Morchella)
- rod kačenka (Verpa)
- rod terčovnice (Disciotis)

Někdy se lze setkat i s tím, že pod čeleď smržovitých je řazeno více rodů.